# Фарахруд
Фарахруд — річка на сході Іранського нагір'я, в західній частині Афганістану.
Довжина річки становить 580 км, площа басейну — 25 000 км². Фарахруд бере початок в південних відрогах хребта Банді-Баян на висоті близько 3 500 м. У верхній і середній течії дренує кілька хребтів Середньоафганських гір, в нижньому — перетинає пустельну Сістанську рівнину. Впадає в озеро Сабарі в системі безстічних озер Хамун. Величина річного стоку, сформованого в горах, становить 1,8 км³. Середня витрата води — 60 м/с. Води річки частково розбираються на зрошення. Для режиму характерні весняні повені й осінні дощові паводки. Влітку в низинах річка іноді пересихає. У долині Фарахруд знаходиться місто Фарах, центр однойменної оази.